# 飯塚恒生
飯塚 恒生（いいづか つねお、1948年8月5日 - ）は、日本の経営者。東急建設社長、会長を務めた。

## 来歴・人物
神奈川県出身。1971年に早稲田大学理工学部を卒業し、同年に東急建設に入社した。2006年6月に常務に就任し、2010年4月には社長に昇格した。2018年6月には会長に就任。